# Chamberlainium
Chamberlainium, rod crvenih algi iz porodice Corallinaceae, dio potporodice Chamberlainoideae. Sastoji se od tri vrsta
Rod je opisan 2018., a tipična je morska vrsta C. tumidum.

## Vrste
1. Chamberlainium agulhense (Maneveldt, E.van der Merwe & P.W.Gabrielson) Caragnano, Foetisch, Maneveldt & Payri
2. Chamberlainium decipiens (Foslie) Caragnano, Foetisch, Maneveldt & Payri
3. Chamberlainium tumidum (Foslie) Caragnano, Foetisch, Maneveldt & Payri